# Barreira (Mêda)
Barreira ist eine Gemeinde (Freguesia) im portugiesischen Kreis Mêda. In ihr leben 165 Einwohner (Stand 19. April 2021).